# Tugdual
Tugdual fue un santo y monje bretón fallecido hacia el año 564. 
Está considerado uno de los siete fundadores de la iglesia de Bretaña. Se cree que era hijo de Hoel de Bretaña, rey que aparece en las leyendas artúricas, por lo que se ha querido ver en su figura más que un personaje histórico real, una identificación del personaje legendario Osis. Tudwal viajó por toda Irlanda, aprendió las Escrituras y se hizo eremita al norte de Gales. Más tarde emigró a Bretaña con 72 seguidores y se estableció en un monasterio bajo el patrocinio de su primo el rey Deroch de Domnonee. Más tarde fue nombrado obispo de Tréguier, a instancias de Childeberto I, rey de los francos. San Tugdual se conmemora el 30 de noviembre.
La basílica de Saint-Tugdual de Tréguier  le está dedicada  en la pequeña ciudad donde fue obispo.